# فرودگاه شهری بریجپورت
فرودگاه شهری بریجپورت (به انگلیسی: Bridgeport Municipal Airport) یک فرودگاه همگانی بهره‌برداری هوایی است که یک باند فرود آسفالت دارد و طول باند آن ۱۲۲۰ متر است. این فرودگاه در شهر بریجپورت، تگزاس کشور ایالات متحده آمریکا قرار دارد و در ارتفاع ۲۶۰ متری از سطح دریا واقع شده‌است.